# Liste der denkmalgeschützten Objekte in Untertilliach
Die Liste der denkmalgeschützten Objekte in Untertilliach enthält die 9 unbeweglichen denkmalgeschützten Objekte der Gemeinde Untertilliach (Österreich).

## Denkmäler
| Foto |                 | Denkmal | Standort                                                 | Beschreibung | Metadaten |
| ---- | --------------- | --- | -------------------------------------------------------- | --- | --- |
| ja   | Datei hochladen | Kapelle zur Unbefleckten Empfängnis HERIS-ID: 6672 Objekt-ID: 2552 TKK: 18200                              | Untertilliach 7, in der Nähe Standort KG: Untertilliach  | Die Kapelle liegt im Weiler Eggen und wurde 1831 an der Stelle einer Kapelle aus dem 18. Jahrhundert errichtet. 1861 erfolgte der Anbau eines Turms. Die Kapelle verfügt über einen rechteckigen Grundriss mit fünfseitig geschlossenem Chor und ein steiles, im Apsisbereich abgewalmtes Satteldach. Der Fassadenturm ist durch ein Spitzhelmdach geschützt. Das Altarblatt aus der Zeit um 1830 zeigt die Unbefleckte Empfängnis in kühlen Farben. | BDA-Hist.: Q37922325 Status: § 2a Stand der BDA-Liste: 2025-06-30 Name: Kapelle zur Unbefleckten Empfängnis GstNr.: .127 Untertilliach, Kapelle zur unbefleckten Empfängnis                                |
| ja   | Datei hochladen | Ehem. Friedhofskapelle HERIS-ID: 102451 Objekt-ID: 118859 TKK: 115754                                      | nordwestlich Untertilliach 17 Standort KG: Untertilliach | Am östlichen Rand des Friedhofes steht die ehemalige Friedhofskapelle, ein eingeschoßiger, quadratischer Mauerbau mit schindelgedecktem Satteldach und Rechtecktüre, vermutlich aus dem 18. Jahrhundert. | BDA-Hist.: Q37790546 Status: § 2a Stand der BDA-Liste: 2025-06-30 Name: Ehem. Friedhofskapelle GstNr.: 1815                                                                                                |
| ja   | Datei hochladen | Kath. Filialkirche, hll. Ingenuin und Albuin (ehem. Pfarrkirche) HERIS-ID: 6671 Objekt-ID: 2551 TKK: 18242 | Untertilliach Standort KG: Untertilliach                 | Der gotische und barock erweiterte Kirchenbau mit einem Turm unter einem Pyramidendach ist von einem aufgelassenen Friedhof mit einer Umfassungsmauer mit einer eingebundenen Kapelle umgeben. Bis 1870 die Hauptkirche von Untertilliach ging der Sitz der Pfarre an die Pfarrkirche Untertilliach am Talboden. Anmerkung: | BDA-Hist.: Q37922251 Status: § 2a Stand der BDA-Liste: 2025-06-30 Name: Kath. Filialkirche, hll. Ingenuin und Albuin (ehem. Pfarrkirche) GstNr.: 1815, 740, 1816 Filialkirche Untertilliach                |
| ja   | Datei hochladen | Klammermühle HERIS-ID: 6682 Objekt-ID: 2562 TKK: 18228                                                     | bei Untertilliach 36 Standort KG: Untertilliach          | Die Klammermühle am Nischenbach entstand vermutlich im 19. Jahrhundert. Die eingängige Getreidemühle besitzt ein oberschlächtiges Zellenschaufelrad, das über ein auf Böcken gelagertes Holzkastengerinne mit Wasser versorgt wird. | BDA-Hist.: Q37923021 Status: Bescheid Stand der BDA-Liste: 2025-06-30 Name: Klammermühle GstNr.: 1832 |
| BW   | Datei hochladen | Lourdeskapelle in Klammberg HERIS-ID: 6675 Objekt-ID: 2555 TKK: 18203seit 2021                             | bei Untertilliach 40 Standort KG: Untertilliach          | | BDA-Hist.: Q98645756 Status: Bescheid Stand der BDA-Liste: 2025-06-30 Name: Lourdeskapelle in Klammberg GstNr.: .183                                                                                       |
| ja   | Datei hochladen | Kapelle hl. Josef HERIS-ID: 6674 Objekt-ID: 2554 TKK: 18201                                                | östlich Untertilliach 56 Standort KG: Untertilliach      | Die Kapelle südlich des Weilers Winl stammt aus der zweiten Hälfte des 18. Jahrhunderts. Sie wurde mit labrundem Chorschluss, steilem Satteldach und einem Dachreiter errichtet und beherbergt volkstümliche Fresken sowie einen Altar aus der ersten Hälfte des 19. Jahrhunderts, der im Altarblatt den heiligen Josef und den heiligen Franziskus sowie Antonius von Padua zeigt. Flankiert wird der Altar von aus Holz gefertigten Figuren des heiligen Rochus und des heiligen Leonhard. | BDA-Hist.: Q37922452 Status: § 2a Stand der BDA-Liste: 2025-06-30 Name: Kapelle hl. Josef GstNr.: .45 Untertilliach, Kapelle hl. Josef                                                                     |
| ja   | Datei hochladen | Widum HERIS-ID: 6670 Objekt-ID: 2550 TKK: 18212                                                            | Untertilliach 61 Standort KG: Untertilliach              | Der Pfarrhof wurde nach 1859 anstelle eines hölzernen Vorgängerbaus nördlich der Pfarrkirche St. Florian errichtet. Das Dachgeschoß des zweigeschoßigen Mauerbaus ist zum Halbgeschoß erweitert, das schindelgedeckte Satteldach mit dem Dachfirst quer zur Talachse gestellt, der Giebelspitz im Norden und Süden verbrettert. An der Talgiebelseite befindet sich ein hölzerner, geschlossener Verandavorbau. Das Gebäude ist traufseitig über eine Rundbogentüre mit anschließendem Mittelflurgrundriss erschlossen, die Fassaden sind mit einfacher Putzfaschenrahmung betont. Einfaches Getäfel in der Stube und den Kammern im Obergeschoß. | BDA-Hist.: Q37922210 Status: § 2a Stand der BDA-Liste: 2025-06-30 Name: Widum GstNr.: .3 |
| ja   | Datei hochladen | Kath. Pfarrkirche hll. Florian, Ingenuin und Albuin HERIS-ID: 6668 Objekt-ID: 2548 TKK: 18240              | neben Untertilliach 62a Standort KG: Untertilliach       | An der Stelle der Pfarrkirche befand sich ursprünglich nur ein Stöckl, das 1615 durch eine kleine Kirche ersetzt wurde. Zwischen 1777 und 1779 wurde die ursprüngliche Kirche durch den heutigen Kirchenbau ersetzt, wobei der Turm 1892 eine Umgestaltung erfuhr. | BDA-Hist.: Q37922097 Status: § 2a Stand der BDA-Liste: 2025-06-30 Name: Kath. Pfarrkirche hll. Florian, Ingenuin und Albuin GstNr.: .1 Untertilliach, Kath. Pfarrkirche hll. Florian, Ingenuin, und Albuin |
| BW   | Datei hochladen | Kirchhof, ehem. Friedhof HERIS-ID: 6669 Objekt-ID: 2549 TKK: 82363                                         | gegenüber Untertilliach 64 Standort KG: Untertilliach    | | BDA-Hist.: Q37922149 Status: § 2a Stand der BDA-Liste: 2025-06-30 Name: Kirchhof, ehem. Friedhof GstNr.: 8/3, 740, .2                                                                                      |